# Michaela Coel
Michaela Moses Coel (Londres, 1 de outubro de 1987), conhecida profissionalmente como Michaela Coel, é uma atriz, roteirista, cantora, compositora, poeta e dramaturga britânica. Em 2016, ganhou o BAFTA para Melhor Performance Feminina num programa de comédia pelo papel de Tracey Gordon na aclamada série Chewing Gum, na qual ela criou, escreveu e atuou como protagonista.
Em 2021 Michaela fez grande sucesso ao lançar sua minissérie I May Destroy You da qual produziu, roteirizou, dirigiu e estrelou. A série teve boa recepção da crítica e lhe rendeu mais dois BAFTA dessa vez de melhor atriz principal e melhor série limitada, e foi indicada ao SAG Awards na categoria de melhor atriz em Minissérie ou Telefilme e ao Emmy Awards em três categorias, sendo elas, Melhor Atriz em Minissérie ou telefilme, Melhor Minissérie ou Telefilme e Melhor Roteiro em Minissérie ou Telefilme.

## Biografia
Michaela Ewuraba Boakye-Collinson nasceu em Londres em 1 de outubro de 1987. Seus pais são ganenses. Ela e sua irmã mais velha cresceram em Londres, em Hackney e Tower Hamlets , com sua mãe. Seus pais nunca se casaram e embora Coel vivesse com sua mãe, seu pai permaneceu próximo as filhas ao longo de sua infância. Ela frequentou escolas católicas em East London.
De 2007 a 2009, Coel frequentou a Universidade de Birmingham, estudando Literatura Inglesa e Teologia. Em 2009, ela transferiu sua matricula para a Guildhall School of Music and Drama , onde foi a primeira mulher negra matriculada em cinco anos. Ela ganhou o prêmio Laurence Olivier Bursary, que a ajudou a financiar seus estudos. Durante seu tempo em Guildhall, ela participou do workshop Mark Proulx no Prima del Teatro e fez o Curso de Poesia Kat Francois no Theatre Royal Stratford East .Ela se formou na Guildhall School of Music and Drama em 2012.

## Carreira
Em 2006, Coel começou a se apresentar em standups de poesia em Ealing. Com o trabalho continuou em standups, ela foi encorajada pelo ator, dramaturgo e diretor Ché Walker , que a viu atuar no Hackney Empire, a se inscrever em Guildhall. Como poeta, Coel se apresentou em muitos palcos, incluindo Wembley Arena , Bush Theatre, Nuyorican Poets Cafe e De Doelen , Rotterdam. Ela atendia pelo nome de Michaela The Poet. Em 2012, a peça de Coel, Chewing Gum Dreams , foi seu projeto de formatura em Guildhall. Foi produzido pela primeira vez no Yard Theatre em Hackney Wick. A peça apresentou Coel apresenta uma mulher contando a dramática história de uma garota de 14 anos chamada Tracey. A peça passou a ser produzida pelo Bush Theatre (2012), Royal Theatre Holland (2012), Royal Exchange Theatre (2013) e National Theatre (2014), recebebdno críticas positivas.  Coel apareceu no drama do Channel 4 , Top Boy, e teve papéis principais no National Theatre , incluindo o premiado Home e o aclamado pela crítica Medea no Olivier Theatre.
Em agosto de 2014, o Channel 4 anunciou que Coel escreveria e estrelaria uma nova sitcom para televisão chamada Chewing Gum, inspirada em sua peça Chewing Gum Dreams. Seu desempenho lhe rendeu o British Academy Television Awards de Melhor Comédia Feminina em 2016.  Ela também ganhou um BAFTA for Breakthrough Talent pelo roteiro da série. Chewing Gum recebeu críticas extremamente positivas. Em 2015, Coel apareceu no drama da BBC One London Spy. Em 2016, ela interpretou Lilyhot na comédia-dramatica de ficção científica E4 The Aliens , que foi filmado na Bulgária.
Chewing Gum voltou em sua segunda temporada em janeiro de 2017.  Ela também apareceu nos episódios " Nosedive " e " USS Callister " da série Black Mirror de Charlie Brooker.  Ela também teve um pequeno papel no filme de 2017 Star Wars: The Last Jedi. Em 2018, Coel estrelou Black Earth Rising , uma co-produção entre a BBC Two e a Netflix, onde Coel interpretou Kate, a personagem principal. Ela também estrelou como Simone no drama musical Been So Long, que foi lançado na Netflix e recebeu críticas positivas em outubro de 2018. Coel criou, escreveu, produziu, codirigiu e estrelou a série de comédia dramática I May Destroy You, pela qual venceu o BAFTA de melhor em televisão e de melhor minisérie, sendo também indicada a três categorias no Emmy Awards, como melhor atriz em série minissérie ou telefilme, melhor minissérie ou tele filme e melhor roteiro de minissérie ou tele filme. Coel created, wrote, produced, co-directed and starred in the comedy-drama series I May Destroy You, inspired by her own experience of sexual assault. The show launched on BBC One in the UK and HBO in the US in June 2020 to widespread acclaim. O programa foi lançado na BBC One no Reino Unido e na HBO nos Estados Unidos em junho de 2020, recebendo aclamação generalizada. Em julho de 2021, Coel foi escalado para Black Panther: Wakanda Forever.

## Vida pessoal
Coel é arromântica.

## Filmografia

### Filmes
| Ano  | Titulo                         | Papel                 | Notas |
| ---- | ------------------------------ | --------------------- | ----- |
| 2010 | Malachi                        | Donna Locke           |       |
| 2014 | National Theatre Live: Medea   | Enfermeira            |       |
| 2014 | Monsters: Dark Continent       | Kelly                 |       |
| 2017 | Star Wars: The Last Jedi       | Menbra da Resistência |       |
| 2018 | Been So Long                   | Simone                |       |
| 2022 | Black Panther: Wakanda Forever | Aneka                 |       |

### Televisão
| Ano       | Titulo                | Papel                    | Notas |
| --------- | --------------------- | ------------------------ | --- |
| 2013      | Top Boy               | Kayla                    | 2 episódios |
| 2013      | Law & Order: UK       | Maid                     | Episódio: "Paternal" |
| 2015      | London Spy            | Jornalista               | Episódio: "Strangers" |
| 2015–2017 | Chewing Gum           | Tracey Gordon            | Papel Principal |
| 2016      | The Aliens            | Lilyhot                  | Papel Recorrente |
| 2016      | Black Mirror          | Funcionária do Aéroporto | Episódio: "Nosedive" |
| 2017      | Black Mirror          | Shania Lowry             | Episódio: "USS Callister" |
| 2018      | Black Earth Rising    | Kate Ashby               | Papel Recorente |
| 2019      | RuPaul's Drag Race UK | Juíza                    | Episódio: "Family That Drags Together" |
| 2020      | I May Destroy You     | Arabella Essiedu         | Papel Principal Prêmios BAFTA de melhor em televisão e de melhor minisérie Emmy Awards de melhor roteiro de minissérie ou tele filme Indicações Emmy Awards de melhor atriz em série minissérie ou telefilme Emmy Awards de melhor minissérie ou tele filme SAG Awards de Melhor Atriz em Minissérie ou Telefilme |